# Стрілянина в Аризоні (2011)
Стрілянина в Аризоні — стрілянина у м. Тусон, штат Аризона 8 січня 2011 року, у результаті котрої загинуло 6 людей, а 13 інших отримали різні ступені поранення, серед них і член Конгресу США Габріель Гіффордс. 

## Обставини трагедії
8 січня 2011 року член Палати представників Конгресу США Габріель Гіффордс проводила зустріч з виборцями біля одного з супермаркетів у передмісті м. Тусон, штат Аризона. 22-річний мешканець Тусони Джаред Лі Лофнер відкрив стрілянину по Гіффорд та людям навколо неї. Шість з них були зразу вбиті, у тому числі Федеральний суддя Джон Ролл, один із працівників апарату Гіффордс та 9-річна дівчинка. Габріель Гіффордс отримала поранення у голову і в критичному стані була доставлена до лікарні, де вона з часом видужала. 

## Злочинець
Джаред Лофнер, котрий уже певний час переслідував Гіффордс та планував її вбивство був затриманий на місці події. Проти нього були висунуті звинувачення у вбивстві, у тому числі, спробі замаху на члена Конгресу і вбивстві федерального судді. Злочинець вже був відомий своєю антисоціальною поведінкою, звинувачувався у зберіганні наркотиків. За погану поведінку його тимчасово відрахували з коледжу. Після затримання Лофнер відмовився співпрацювати із слідством, а пізніше суд визнав його непідсудним з огляду на історію психічних захворювань. 

## Наслідки
Замах на Габріель Гіффордс та, зокрема, вбивство дитини, викликали хвилю обурення американської та міжнародної громадськості. Увага оглядачів була зосереджена на мілітаристській риториці деяких членів Республіканської партії. Звинувачення у роздмухуванні пристрастей лунали також по відношенню до колишнього кандидата на посаду Віце-президента США Сари Пейлін, яка позначала мішенями для стрільби виборчі округи своїх політичних опонентів. Окремим питанням у розслідуванні причин трагедії стало питання обмежень на продаж вогнепальної зброї та боєприпасів. У пресі регулярно висвітлювалися новини про стан здоров'я пораненої у голову Гіффордс, яка через декілька місяців змогла повернутися до майже повноцінного життя. Під час поминальної служби 12 січня 2011 року за загиблими у стрілянині взяв участь і Президент США Барак Обама.